# Eidgenössisches Schwing- und Älplerfest
Het Eidgenössischer Schwing- und Älplerfest is een driedaags evenement in Zwitserland dat elke drie jaar wordt gehouden. Op dit evenement worden wedstrijden gehouden in de nationale Zwitserse sporten schwingen, steenstoten (Steinstossen) en hornussen. Het Schwingen staat echter in het centrum op dit evenement met als hoogtepunt het kronen van de Schwingerkoning, die een levende jonge stier als prijs krijgt overhandigd.
Het eerste Eidgenössischer Schwing- und Älplerfest werd in 1895 in Biel gehouden.
Het voorlaatste Eidgenössischer Schwing- und Älplerfest is gehouden van 24 tot 26 augustus 2007 in Aarau en was het grootste sportevenement in Zwitserland in 2007. Speciaal voor dit evenement werd het grootste stadion van Zwitserland gebouwd (48.000 plaatsen). 
Het laatste Eidgenössischer Schwing- und Älplerfest werd gehouden op 21 en 22 augustus 2010 in Frauenfeld. Kilian Wenger werd de Schwingerkoning door al zijn 8 tegenstanders te verslaan, onder ander de vorige Schwingerkoning Jörg Abderhalden. In de finale (Schlussgang) versloeg hij routinier Martin Grab. De prijs voor de winst is traditioneel een stier, in 2010 met de naam "Arnold".
| Jaar | Plaats            | Schwingerkoning                |
| ---- | ----------------- | ------------------------------ |
| 2010 | Burgdorf          |                                |
| 2010 | Frauenfeld        | Kilian Wenger                  |
| 2007 | Aarau             | Jörg Abderhalden               |
| 2004 | Luzern            | Jörg Abderhalden               |
| 2001 | Nyon              | Arnold Forrer                  |
| 1998 | Bern              | Jörg Abderhalden               |
| 1995 | Chur              | Thomas Sutter                  |
| 1992 | Olten             | Silvio Rüfenacht               |
| 1989 | Stans             | Adrian Käser                   |
| 1986 | Sion              | Harry Knüsel                   |
| 1983 | Langenthal        | Ernst Schläpfer                |
| 1980 | Sankt Gallen      | Ernst Schläpfer                |
| 1977 | Bazel             | Noldi Ehrensberger             |
| 1974 | Schwyz            | Ruedi Hunsperger               |
| 1972 | La Chaux-de-Fonds | David Roschi                   |
| 1969 | Biel/Bienne       | Ruedi Hunsperger               |
| 1966 | Frauenfeld        | Ruedi Hunsperger               |
| 1964 | Aarau             | Karl Meli                      |
| 1961 | Zug               | Karl Meli                      |
| 1958 | Zug               | Max Widmer                     |
| 1956 | Thun              | Eugen Holzherr                 |
| 1953 | Winterthur        | Walter Flach                   |
| 1950 | Grenchen          | Walter Haldemann               |
| 1948 | Luzern            | Peter Vogt                     |
| 1945 | Bern              | Peter Vogt                     |
| 1943 | Zug               | Willy Lardon                   |
| 1940 | Solothurn         | Otto Marti; Werner Bürki       |
| 1937 | Lausanne          | Willy Lardon                   |
| 1934 | Bern              | Werner Bürki                   |
| 1931 | Zürich            | Hans Roth                      |
| 1929 | Bazel             | Hans Roth                      |
| 1926 | Luzern            | Henri Wernli                   |
| 1923 | Vevey             | Karl Thommen                   |
| 1921 | Bern              | Robert Roth                    |
| 1919 | Langenthal        | Robert Roth, Gottlieb Salzmann |
| 1911 | Zürich            | Gotthold Wernli                |
| 1908 | Neuenburg         | Albrecht Schneider             |
| 1905 | Interlaken        | Hans Stucki                    |
| 1902 | Sarnen            | Emil Kocher                    |
| 1900 | Bern              | Hans Stucki, Emil Kocher       |
| 1895 | Biel/Bienne       | Alfred Niklaus                 |